# Emberiza sahari
Emberiza sahari là một loài chim trong họ Emberizidae.

## Hình ảnh

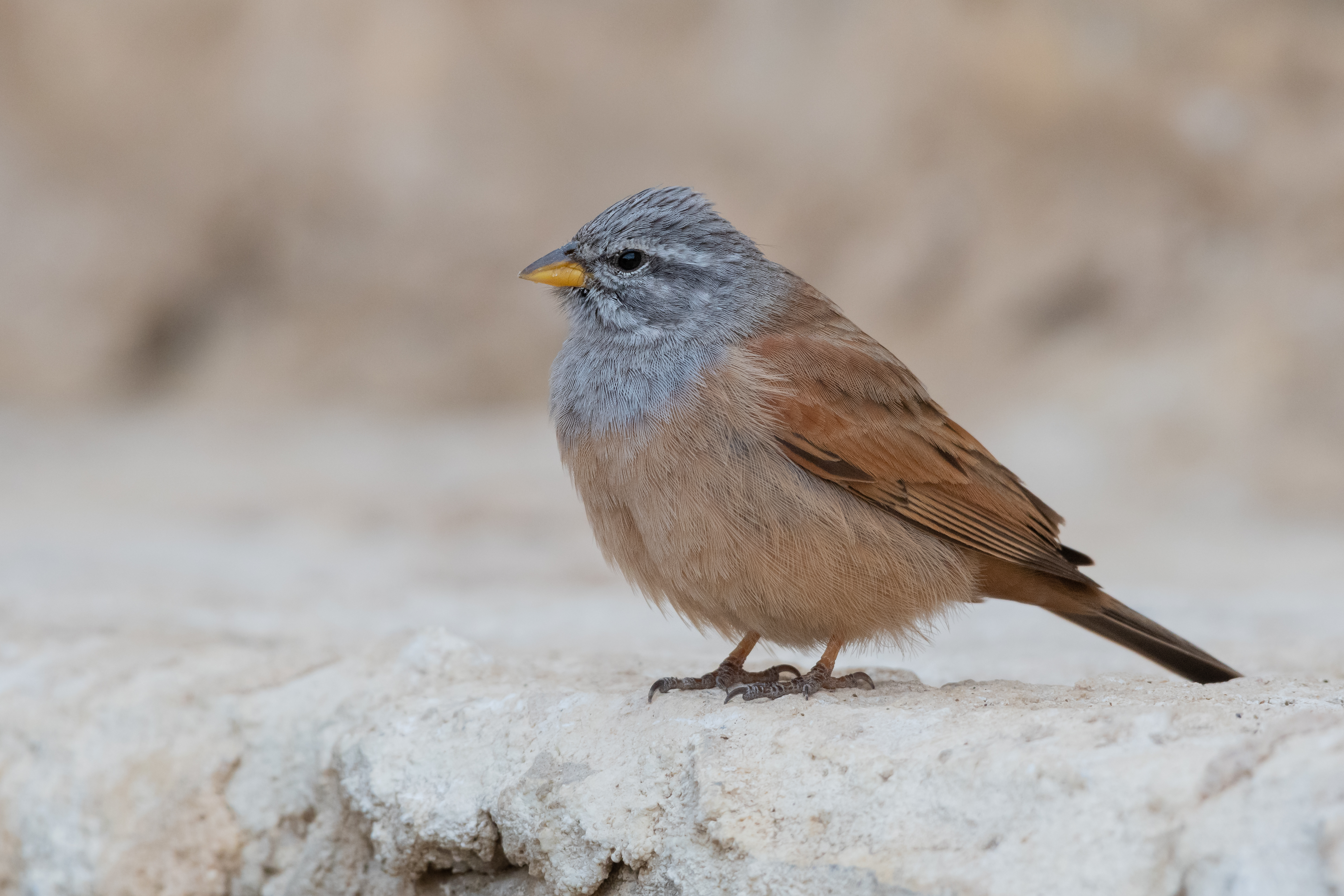
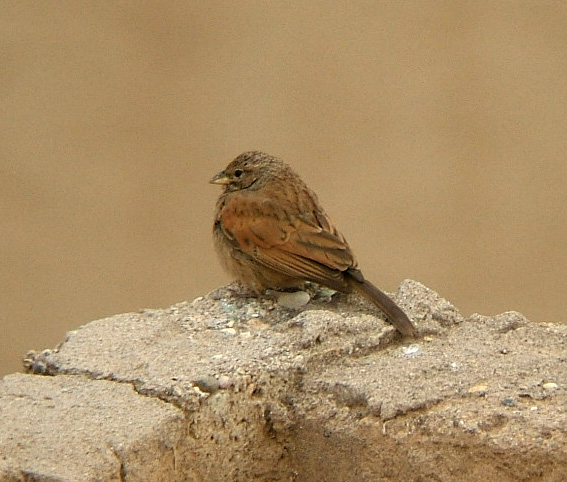
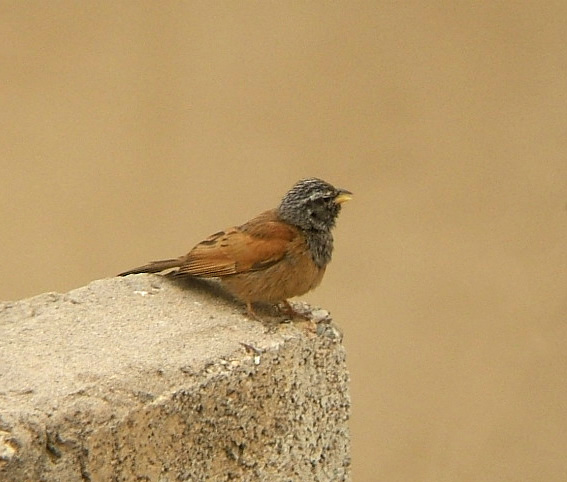

## Tham khảo

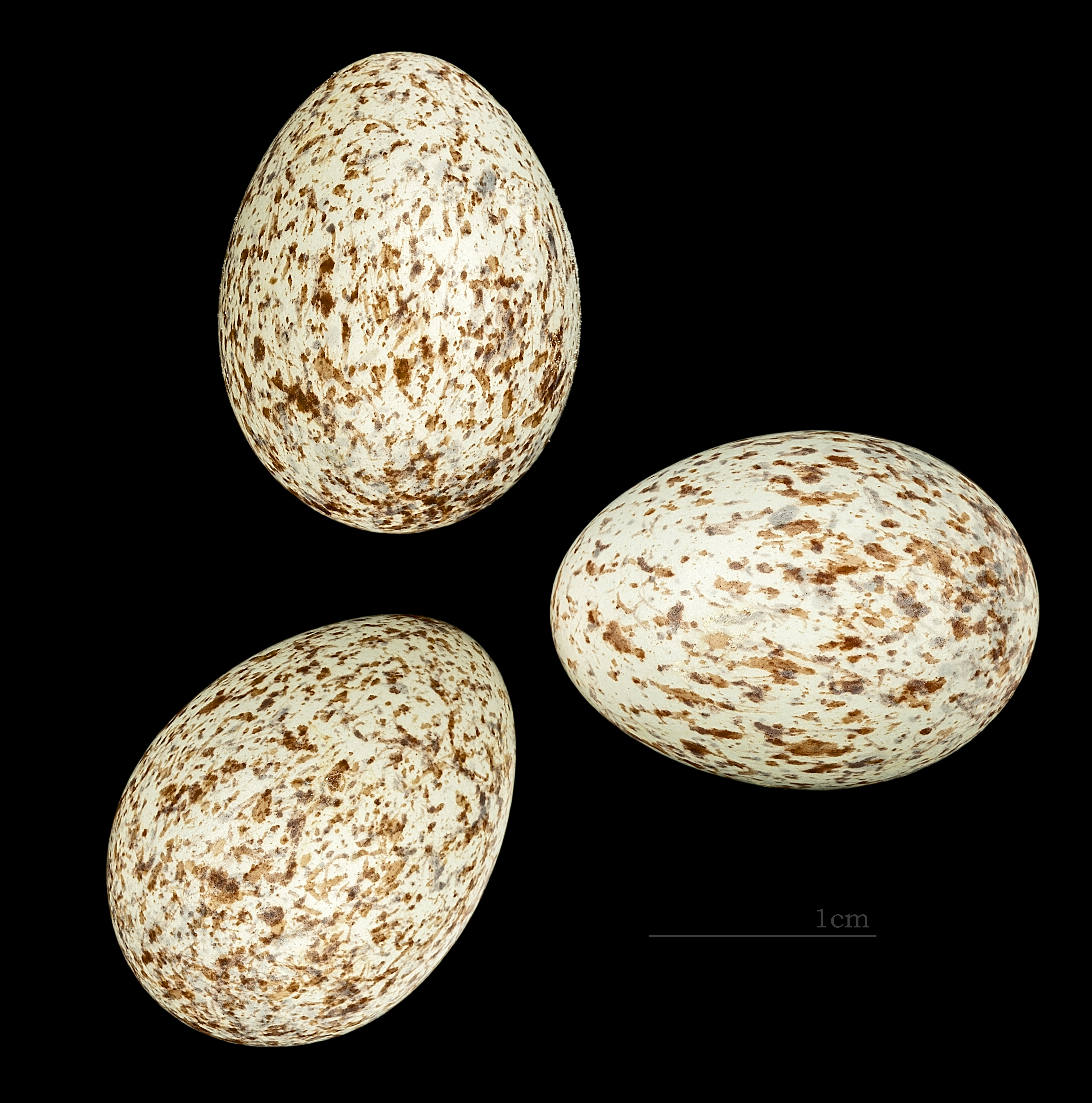
Trứng loài Emberiza sahari

## Phân loài
- Emberiza sahari sahari
- Emberiza sahari sanghae
- Emberiza sahari theresae